# ITLN1
ITLN1 (англ. Intelectin 1) – білок, який кодується однойменним геном, розташованим у людей на короткому плечі 1-ї хромосоми.  Довжина поліпептидного ланцюга білка становить 313 амінокислот, а молекулярна маса — 34 962.
| 10         |  | 20         |  | 30         |  | 40         |  | 50         |
| ---------- |  | ---------- |  | ---------- |  | ---------- |  | ---------- |
| MNQLSFLLFL |  | IATTRGWSTD |  | EANTYFKEWT |  | CSSSPSLPRS |  | CKEIKDECPS |
| AFDGLYFLRT |  | ENGVIYQTFC |  | DMTSGGGGWT |  | LVASVHENDM |  | RGKCTVGDRW |
| SSQQGSKAVY |  | PEGDGNWANY |  | NTFGSAEAAT |  | SDDYKNPGYY |  | DIQAKDLGIW |
| HVPNKSPMQH |  | WRNSSLLRYR |  | TDTGFLQTLG |  | HNLFGIYQKY |  | PVKYGEGKCW |
| TDNGPVIPVV |  | YDFGDAQKTA |  | SYYSPYGQRE |  | FTAGFVQFRV |  | FNNERAANAL |
| CAGMRVTGCN |  | TEHHCIGGGG |  | YFPEASPQQC |  | GDFSGFDWSG |  | YGTHVGYSSS |
| REITEAAVLL |  | FYR        |  |            |  |            |  |            |

A: Аланін

C: Цистеїн

D: Аспарагінова кислота

E: Глутамінова кислота

F: Фенілаланін

G: Гліцин

H: Гістидин

I: Ізолейцин

K: Лізин

L: Лейцин

M: Метіонін

N: Аспарагін

P: Пролін

Q: Глутамін

R: Аргінін

S: Серин

T: Треонін

V: Валін

W: Триптофан

Задіяний у такому біологічному процесі як поліморфізм. 
Білок має сайт для зв'язування з іонами металів, іоном кальцію, лектинами. 
Локалізований у клітинній мембрані, мембрані.
Також секретований назовні.